# Step Up (série télévisée)
Step Up, ou Step Up: High Water  lors des deux premières saisons, est une série télévisée américaine en trente épisodes d'environ 45 minutes créée par Holly Sorensen et diffusée entre le 31 janvier 2018 et le 18 décembre 2022 sur le service YouTube Red / Premium pour les deux premières saisons, puis sur Starz pour la troisième.
Il s'agit d'une adaptation télévisée de la franchise cinématographique Sexy Dance (Step Up en version originale) créée par Duane Adler. Elle est co-produite par Channing Tatum et Jenna Dewan, les acteurs principaux du premier volet de la franchise.
Dans les pays francophones, les deux premières saisons ont également été diffusées sur YouTube Red / Premium, uniquement en version originale sous-titrée en français, entre le 31 janvier 2018 et le 20 mars 2019.

## Prémisse
Step Up: High Water suit les étudiants et la faculté de "High Water", l’école des arts de la scène la plus impitoyable d’Atlanta. Lorsque les jumeaux Tal et Janelle quittent l'Ohio, ils se retrouvent plongés dans un monde où chaque geste est un test. En essayant de naviguer dans leur nouveau monde - sur et en dehors de la piste de danse - ils découvriront à quel point ils sont prêts à travailler pour réaliser leurs rêves et saisir leur chance.

## Distribution

### Acteurs principaux
- Lauryn McClain : Janelle Baker (saison 1)
- Petrice Jones (saisons 1 et 2) et Keiynan Lonsdale (saison 3) : Tal Baker
- Marcus Mitchell : Dondre Hall
- Terrence Green : Rigo Octavio
- Carlito Olivero : Davis Jimenez
- Jade Chynoweth : Odalie Allen
- Kendra Oyesanya : Poppy Martinez
- Eric Graise : King
- Faizon Love : Al Baker
- Naya Rivera (saisons 1 et 2) et Christina Milian (saison 3) : Collette Jones
- Ne-Yo : Sage Odom
- Terayle Hill : Marquise Howard (saison 3 - récurrent saisons 1 et 2)
- Tricia Helfer : Erin (saison 3)
- Rebbi Rose : Angel (saison 3)
- Enrique Murciano : Cruz (saison 3)

### Acteurs récurrents
- R. Marcos Taylor : East-O (saison 1)
- Al Calderon : Johnny One (saison 1)
- Saidah Nairobi : Electra
- Ashley Greene : Nine Sanders (saison 2)
- Jeremy Copeland : Zo Browder (saison 2)

## Production
Le 23 juin 2016, lors de la conférence annuelle VidCon à Anaheim, en Californie YouTube avait annoncé le développement d'une nouvelle série dramatique basée sur la série de films Step Up, produite par Lionsgate Television, aux côtés de Channing Tatum et Jenna Dewan,.
Le 23 juin 2017, la plateforme YouTube a annoncé qu'elle avait officiellement passé une commande pour une première saison de dix épisodes d'une durée d'environ 45 minutes chacun. La série était décrite comme le premier « drame télévisé à gros budget produit par Hollywood » et son arrivée finirait par « le placer dans une concurrence plus directe avec des acteurs comme Netflix et les réseaux câblés traditionnels ». Dans l'annonce, il a été révélé que chaque épisode de la série coûterait plusieurs millions de dollars à produire. Quelques jours plus tard, les membres de l'équipe de création de la série ont été annoncés. Les chansons originales de la série devaient être écrites par le chanteur / compositeur Jason « PooBear » Boyd et « Jingle » Jared Gutstadt. Jamal Sims, chorégraphe de la série de films, devait chorégraphier le premier épisode après lequel les épisodes suivants seraient chorégraphiés par Jamaica Craft. L'épisode pilote devait être réalisé par Adam Shankman. Il a été rapporté plus tard que Debbie Allen avait dirigé le deuxième épisode de la série.
Le 22 mai 2018, il a été annoncé que YouTube avait renouvelé la série pour une deuxième saison. Le 24 janvier 2019, il a été annoncé que la deuxième saison débuterait le 20 mars 2019.
Le 16 août 2019, la série a été annulée après deux saisons. Néanmoins, elle est récupérée par la suite par la chaîne Starz qui annonce la commande d'une troisième saison et décide de retirer le sous-titre de la série qui devient simplement Step Up.
Le 13 décembre 2022, Starz annule la série.

### Casting
Le 28 juin 2017, il a été annoncé que Ne-Yo, Naya Rivera, Faizon Love, Lauryn McClain, Petrice Jones, Marcus Mitchell, Jade Chynoweth, Carlito Olivero, Terrence Green, R. Marcos Taylor, Eric Graise et Kendra Oyesanya avaient été choisis dans les rôles principaux de la série. Le 19 janvier 2018, il a été annoncé que Savion Glover ferait une apparition dans la série en tant qu'enseignant à High Water. Le 28 août 2018, il a été annoncé que lors de la deuxième saison, Ashley Greene et Jeremy Copeland rejoindraient la distribution, que Rick Ross et Todrick Hall apparaissaient en tant qu'invités et non en tant que personnages fictifs et que JaQuel Knight ferait une apparition en plus de la chorégraphie du troisième épisode.

## Épisodes
| Saisons | Saisons | Nombre d'épisodes | Diffusion originale         | Chaîne originale |
| ------- | ------- | ----------------- | --------------------------- | ---------------- |
|         | 1       | 10                | 31 janvier 2018             | YouTube Red      |
|         | 2       | 10                | 20 mars 2019                | YouTube Premium  |
|         | 3       | 10                | 16 octobre-18 décembre 2022 | Starz            |

### Première saison (2018)
Composée de dix épisodes, elle a été mise en ligne intégralement le 31 janvier 2018 sur YouTube Red.
1. Pilote (Pilot)
2. Solo (Solo)
3. Le Coureur (The Running Man)
4. Lecture aléatoire (Shuffle)
5. 5, 6, 7 et 8 (5.6.7.8)
6. Duo (Duets)
7. La Folie de la danse (Dance Craze)
8. Ensemble (Ensemble)
9. Chorégraphie (Choreography)
10. Deux pas (Two-Step)

### Deuxième saison (2019)
Composée de dix épisodes, elle a été mise en ligne intégralement le 20 mars 2019 sur YouTube Premium.
1. Précision (Precision)
2. Séparations (Splits)
3. Forme (Form)
4. Vogue (Vogue)
5. Inversion (Inversion)
6. Isolement (Isolations)
7. Attitude (Attitude)
8. Azonto (Azonto)
9. Improvisation (Improvisation)
10. Hip-Hopéra (Hip-Hopera)

### Troisième saison (2022)
Composée de dix épisodes, elle a été diffusée du 16 octobre au 18 décembre 2022 sur Starz.
1. Kryptonite
2. Ain't Gon' Let Up
3. Player's Ball
4. Cell Therapy
5. Never Scared
6. You Know What It Is
7. It’s Goin’ Down
8. Who Can I Run To?
9. Bring ‘Em Out
10. Sleep When U Die

## Sortie

### Promotion
Le 12 juillet 2017, YouTube a publié une vidéo présentant les acteurs principaux de l'émission. Le 13 août 2017, les acteurs de la série, notamment Jade Chynoweth et Kendra Oyesanya, se sont produits aux Teen Choice Awards 2017 avec un programme de danse hautement chorégraphié.
Le 19 décembre 2017, YouTube a publié la première bande-annonce de la série et annoncé que la première du spectacle serait diffusée le 31 janvier 2018, les dix épisodes étant publiés en même temps. Le 24 janvier 2019, la bande-annonce officielle de la saison deux est sortie.

### Première
Le 30 janvier 2018, YouTube s'est associé à Fathom Events pour des projections spéciales du premier épisode de la série dans plus de 750 salles de cinéma. L'événement comprenait également une projection du film original Step Up de 2006, qui a lancé la franchise de cinq films, et un aperçu des coulisses du tournage de la série télévisée,.

## Accueil
La série a reçu de nombreuses critiques positives et notamment celles de Sonia Saraiya de Variety a salué la série. Dans une autre critique favorable, Kayla Cobb décrit la série comme « une histoire véritablement convaincante et dramatique qui peut très bien se présenter comme le meilleur opus de récit de l'univers Step Up ».